# 2973 Paola
2973 Paola è un asteroide della fascia principale. Scoperto nel 1951, presenta un'orbita caratterizzata da un semiasse maggiore pari a 2,4700941 UA e da un'eccentricità di 0,1513634, inclinata di 1,55753° rispetto all'eclittica.